# Arkadi en Boris Stroegatski

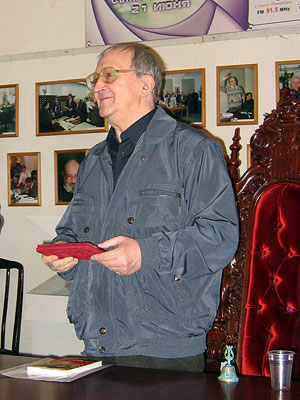
Boris Stroegatski, 2006

Arkadi Natanovitsj Stroegatski (Russisch: Аркадий Натанович Стругацкий) (Batoemi, 28 augustus 1925 – Moskou, 12 oktober, 1991) en Boris Natanovitsj Stroegatski (Russisch: Борис Натанович Стругацкий) (Leningrad, 15 april 1933 - aldaar, 19 november 2012) zijn een beroemd Sovjet-Russisch schrijversduo van met name sciencefiction-verhalen. 

## Leven en werk
De Stroegatski-broers, zoals ze meestal genoemd worden, behoren tot de bekendste Russische schrijvers. 
Voordat ze met schrijven begonnen, studeerde Arkadi Engels en Japans, en werkte Boris als astronoom in het Pulkowo-Observatorium bij Leningrad. Eerst schreven de broers een tijdje individueel onder de pseudoniemen S. Jaroslavtsev en S. Vititski.
Hun eerdere werk werd vooral sterk beïnvloed door de werken van Ivan Jefremov. Hun beroemdste roman is Piknik na obotsjine, die in veel talen vertaald is en in 1977 werd verfilmd door Andrej Tarkovski onder de titel Stalker.
De broers schreven met name verhalen uit het speculatieve sciencefiction-genre. Veel van hun verhalen uit dit genre spelen zich af in hetzelfde fictieve universum, dat onder fans de naam Noon-universum heeft gekregen. Hun werk kenmerkt zich door een verbintenis tussen Russische sprookjes en vertellingen met sciencefiction. Met name hun latere werk bevat verder veel subtiele verwijzingen naar de problemen en eigenaardigheden van het socialistische systeem van de Sovjet-Unie van hun tijd. Daarnaast schreven ze ook humoristische verhalen.

## Werken

### Romans
| Titel van Engelse vertaling                                 | Russische titel                  | Letterlijke vertaling                                                   | Eerste publicatie            | Type werk                          |
| ----------------------------------------------------------- | -------------------------------- | ----------------------------------------------------------------------- | ---------------------------- | ---------------------------------- |
| From Beyond                                                 | Извне                            | Van buiten                                                              | 1958                         | novella                            |
| The Land of Crimson Clouds                                  | Страна багровых туч              | Het land van de bloedrode wolken                                        | 1959                         | roman                              |
| The Way to Amalthea (aka Destination: Amalthea)             | Путь на Амальтею                 | De weg naar Amaltea                                                     | 1960                         | korte roman                        |
| Noon: 22nd Century                                          | Полдень, XXII век                | Middag, 22e eeuw                                                        | 1962                         | roman / verzameling korte verhalen |
| Space Apprentice (alias Probationers)                       | Стажеры                          | Stagiairs                                                               | 1962                         | roman                              |
| Escape Attempt                                              | Попытка к бегству                | Poging tot vluchten                                                     | 1962                         | korte roman                        |
| Far Rainbow                                                 | Далёкая Радуга                   | Verre Regenboog                                                         | 1963                         | roman                              |
| Hard to Be a God                                            | Трудно быть богом                | Het is moeilijk om god te zijn                                          | 1964                         | roman                              |
| Monday Begins on Saturday                                   | Понедельник начинается в субботу | Maandag begint op zaterdag                                              | 1965                         | roman                              |
| The Final Circle of Paradise                                | Хищные вещи века                 | De roofzuchtige dingen van de eeuw Uitgegeven als De hoogste verrukking | 1965                         | roman                              |
| Disquiet                                                    | Беспокойство                     | Ongerustheid                                                            | 1990 (geschreven 1965)       | roman                              |
| Snail on the Slope                                          | Улитка на склоне                 | Slak op de helling                                                      | 1966-68 (geschreven 1965)    | roman                              |
| The Ugly Swans                                              | Гадкие лебеди (aka Время дождя)  | Lelijke zwanen                                                          | 1972 (geschreven 1966-67)    | roman                              |
| The Second Invasion from Mars                               | Второе нашествие марсиан         | De tweede invasie van de Marsbewoners                                   | 1967                         | roman                              |
| Tale of the Troika                                          | Сказка о Тройке                  | Het sprookje van trojka                                                 | 1968                         | roman                              |
| Prisoners of Power                                          | Обитаемый остров                 | Bewoond eiland                                                          | 1969                         | roman                              |
| Dead Mountaineer's Hotel (alias Inspector Glebsky's Puzzle) | Отель «У Погибшего Альпиниста»   | Hotel "Bij de verongelukte bergbeklimmer"                               | 1970                         | roman                              |
| Space Mowgli                                                | Малыш                            | Jochie                                                                  | 1971                         | roman                              |
| Roadside Picknick (ook bekend als Stalker)                  | Пикник на обочине                | Picknick in de berm Uitgegeven als Bermtoeristen                        | 1972                         | roman                              |
| The Kid from Hell                                           | Парень из преисподней            | Kerel uit de hel                                                        | 1974                         | roman                              |
| Definitely Maybe                                            | За миллиард лет до конца света   | Miljard jaren voor het einde van de wereld                              | 1977                         | roman                              |
| The Doomed City                                             | Град обреченный                  | De vervloekte stad                                                      | 1988-89 (geschreven 1970-75) | roman                              |
| Tale of Friendship and Non-friendship                       | Повесть о дружбе и недружбе      | Het verhaal over vriendschap en on-vriendschap                          | 1980                         | roman                              |
| Beetle in the Anthill                                       | Жук в муравейнике                | Kever in de mierenhoop                                                  | 1980                         | roman                              |
| Limping Fate                                                | Хромая судьба                    | Het manke lot                                                           | 1986                         | roman                              |
| The Time Wanderers                                          | Волны гасят ветер                | De golven worden door het wind geëffend                                 | 1986                         | roman                              |
| Overburdened with Evil                                      | Отягощённые злом                 | Onder de last van het kwaad                                             | 1988                         | roman                              |

### Korte verhalen
| Engelse titel               | Russische titel                  | Eerste publicatie | Opmerkingen                                                     |
| --------------------------- | -------------------------------- | ----------------- | --------------------------------------------------------------- |
| The White Cone of the Alaid | Белый конус Алаида               | 1959              |                                                                 |
| The Mu Man                  | Человек из Пасифиды              | 1962              |                                                                 |
| The Gigantic Fluctuation    | Гигантская флюктуация            | 1962              | staat in de roman Space Apprentice                              |
| Wanderers and Travelers     | О странствующих и путешествующих | 1963              | staat in de roman Noon: 22nd Century als Pilgrims and Wayfarers |

#### Verzamelingen korte verhalen
Oorspronkelijk gepubliceerd in Six Matches:
| Engelse titel                                  | Russische titel           | Eerste publicatie |
| ---------------------------------------------- | ------------------------- | ----------------- |
| Six Matches                                    | Шесть спичек              | 1958              |
| Spontaneous Reflex (ook bekend als Initiative) | Спонтанный рефлекс        | 1958              |
| Forgotten Experiment                           | Забытый эксперимент       | 1959              |
| The Ordeal of SKIBR                            | Испытание СКИБР           | 1959              |
| Special Assumptions                            | Частные предположения     | 1959              |
| An Emergency Case                              | Чрезвычайное происшествие | 1960              |

Korte verhalen uit de roman Noon: 22nd Century:
| Engelse titel                                                   | Russische titel                                                         | Eerste publicatie |
| --------------------------------------------------------------- | ----------------------------------------------------------------------- | ----------------- |
| Night on Mars                                                   | Ночь в пустыне                                                          | 1960              |
| Almost the Same                                                 | Почти такие же                                                          | 1960              |
| Old-timer                                                       | Перестарок                                                              | 1961              |
| The Conspirators                                                | Злоумышленники                                                          | 1962              |
| Chronicle                                                       | Хроника                                                                 | 1961              |
| Two from the Taimyr                                             | Двое с «Таймыра»                                                        | 1961              |
| The Moving Roads                                                | Самодвижущиеся дороги                                                   | 1961              |
| Cornucopia                                                      | Скатерть-самобранка                                                     | 1961              |
| Homecoming                                                      | Возвращение (ook bekend als Известные люди and Пациенты доктора Протоса | 1962              |
| Langour of the Spirit                                           | Томление духа                                                           | 1962              |
| The Assaultmen                                                  | Десантники                                                              | 1961              |
| Deep Search                                                     | Глубокий поиск (alias Моби Дик)                                         | 1960              |
| Pilgrims and Wayfarers (ook bekend als Wanderers and Travelers) | О странствующих и путешествующих                                        | 1963              |
| The Planet with all the Conveniences                            | Благоустроенная планета                                                 | 1961              |
| The Mystery of the Hind Leg                                     | Загадка задней ноги (alias Великий КРИ)                                 | 1961              |
| Natural Science in the Spirit World                             | Естествознание в мире духов                                             | 1962              |
| Candles Before the Control Board                                | Свечи перед пультом                                                     | 1961              |
| Defeat                                                          | Поражение                                                               | 1960              |
| The Meeting                                                     | Свидание (alias Люди, люди...)                                          | 1961              |
| What You Will Be Like                                           | Какими вы будете                                                        | 1961              |

### Solowerken
Deze titels zijn gepubliceerd door Arkadi Stroegatski onder het pseudoniem S. Jaroslavtsev (C. Ярославцев):
| Engelse titel                          | Russische titel                    | Eerste publicatie | Type werk |
| -------------------------------------- | ---------------------------------- | ----------------- | --------- |
| The Expedition in Purgatory            | Экспедиция в преисподнюю           | 1974              | roman     |
| The Details of Nikita Vorontsov's Life | Подробности жизни Никиты Воронцова | 1984              | roman     |
| Devil Amongst People                   | Дьявол среди людей                 | 1991              | roman     |

Deze titels zijn gepubliceerd door Boris Stroegatski onder het pseudoniem S. Vititski (С. Витицкий):
| Engelse titel                                              | Russische titel                                          | Eerste publicatie | Type werk |
| ---------------------------------------------------------- | -------------------------------------------------------- | ----------------- | --------- |
| Search for Designation or Twenty Seventh Theorem of Ethics | Поиск предназначения, или Двадцать седьмая теорема этики | 1994              | roman     |
| The Powerless Ones of this World                           | Бессильные мира сего                                     | 2003              | roman     |

## Eerbetoon
Verschillende schrijvers hebben op een bepaalde manier een eerbetoon aan de broers verwerkt in hun boeken:
- Sergej Loekjanenko laat in zijn duologie The Stars Are Cold Toys de hoofdpersoon een wereld bezoeken die sterk lijkt op de aarde uit het Noon-universum.
- De plot van Kir Boelytsjovs roman over Alice' avonturen is gebaseerd op het verhaal "Wanderers" (Странники).
- Eind jaren 90 verschenen er drie boeken van bekende Russische schrijvers. Elk van deze boeken is een vervolg op een van de boeken van de Stroegatski-broers.
- De planetoïde 3054 Strugatskia, die in 1977 werd ontdekt, is naar de broers genoemd.